# 반남박씨 박원도묘
반남박씨 박원도묘는 대한민국 경기도 화성시 오산동에 있다. 2007년 2월 28일 화성시의 향토문화재 제18호로 지정되었다가, 2019년 10월 23일 향토문화재(기념물) 제6호로 변경 재분류되었다.

## 개요
봉분은 원형이고 봉분 뒤편으로 반원형의 사성이 둘러져 있다. 봉분 앞에 조촐한 상석이 놓여 있다. 봉분 좌측으로 옥개석을 갖춘 묘비가 세워져 있으며, 우측에는 묘갈이 세워져 있다. 봉분 좌우측 끝에는 문인석 1쌍이 배치되어 있다. 묘갈, 묘비, 문인석 등은 거의 원형 그대로 보존되어 있어 조선시대 고분 석물 연구에 귀중한 자료가 된다. 박원도(1626~1690)는 조선조 현종 때 과거에 급제해 공조좌랑, 사헌부지평, 병조정랑, 승지, 형조참의 등을 지냈다